# Kraftwerk Mittelsbüren
Das Kraftwerk Mittelsbüren ist ein mit Gichtgas befeuertes Kraftwerk in Bremen. Betreiber ist die swb Erzeugung AG & Co. KG. Das Gichtgas wird von den Hochöfen des angrenzenden Stahlwerks ArcelorMittal Bremen geliefert. Die elektrische Leistung beträgt 238 Megawatt.

## Geschichte

### 1964 – Erster Bahnstrom aus Mittelsbüren
In einer energiewirtschaftlichen Zusammenarbeit zwischen der Deutschen Bundesbahn, der Stadtwerke Bremen AG und der Klöcknerhütte, wurde 1964 das Kraftwerk Mittelsbüren am nördlichen Weserufer auf dem Gelände der Bremer Klöcknerhütte, in unmittelbarer Nachbarschaft zu den Hochöfen erbaut. Für die Bahnstrom-Versorgungsplanung in Nordwestdeutschland war es notwendig geworden, ein Grundlastkraftwerk möglichst im Schwerpunkt des Streckennetzes zu errichten. Als Standort wurde Bremen gewählt, weil sich das aus zwei Hochöfen der Klöcknerhütte anfallende Gichtgas als Primärenergie anbot. Block 1 ging im September 1964 in Betrieb. Ein Jahr später folgte die Inbetriebnahme von Block 2. Beide Kraftwerksblöcke hatten eine Leistung von je 50 Megawatt (MW) elektrisch und lieferten ausschließlich Bahnstrom mit einer Frequenz von 16⅔ Hertz (Hz). Die dazu notwendigen Getriebe zwischen den Turbinen und den Bahnstromgeneratoren und die beiden Generatoren selbst waren Neuentwicklungen, die in dieser Größenordnung erstmals in den neuen Grundlastkraftwerken zur Bahnstromerzeugung zum Einsatz kamen. Zum Ausgleich des schwankenden Gichtgasangebotes wurde Schweröl als weitere Primärenergie in beiden Kraftwerksblöcken eingesetzt. Sowohl Block 1, als auch Block 2, sind inzwischen stillgelegt und die Kesselhäuser zurückgebaut.
Hinweis zum Namen: Mittelsbüren war ein Ortsteil des früheren Dorfes Büren, das aber auf der linken Weserseite lag.

### 1974 – Inbetriebnahme Block 3 und GT3
Im Januar 1974 erfolgte die Indienststellung von Block 3. Der primär mit Gichtgas befeuerte Block erzeugte 16⅔-Hz-Bahnstrom bei einer Leistung von 110 MW elektrisch. Als Ersatzbrennstoff zum Ausgleich des schwankenden Gichtgasangebotes wurde Erdgas eingesetzt.
Im Oktober 1974 erfolgte die Inbetriebnahme der Gasturbinenanlage GT3, die mit einer Anfahrzeit von nur 2,5 Minuten und einer Leistung von 88 MW elektrisch zur Erzeugung von Minutenreserve und Spitzenlast sowie im Notfall zur Wiederherstellung der Stromversorgung Bremens eingesetzt wird. Der Generator wird durch drei eingehäusige, einstufige Gasturbinen, die in Reihe mit dem Generator gekoppelt sind, angetrieben. Als Treibgaserzeuger für die Gasturbinen dienen sechs mit Heizöl Extra Leicht (EL) betriebene Rolls-Royce-Avon-Strahltriebwerke.

### 1975 – Inbetriebnahme Block 4
Im Gegensatz zu den Blöcken 1 bis 3 des Kraftwerks Mittelsbüren erzeugt der 1975 in Betrieb genommene Block 4 50-Hertz-Strom. Ursprünglich wurde der Bensonkessel Block 4 mit Erdgas und Schweröl befeuert. 2002 erfolgte die Umstellung der Feuerung auf Gichtgas und Erdgas als Ersatzbrennstoff bei mangelndem Gichtgasangebot. Die elektrische Leistung beträgt 150 MW bei Gichtgasbetrieb und 60 MW bei reinem Erdgasbetrieb. Block 4 hat einen Kamin mit einer Höhe von 197 Meter.

### 1996 – Bau der vollstatischen Frequenzkupplung Bremen
Der 1996 an der westlichen Grenze des Kraftwerks Mittelsbüren installierte vollstatische Frequenzumrichter mit einer Leistung von 100 MW ermöglicht es, sowohl bei erhöhtem Bahnstrombedarf 50-Hz-Strom aus anderen Kraftwerken in 16,7-Hz-Bahnstrom umzuwandeln, als auch bei niedrigem Bahnstrombedarf (z. B. nachts und am Wochenende), den erzeugten Bahnstrom im 50-Hz-Netz zu nutzen. Bis zur Abschaltung der drei Bahnstromblöcke spielte der zweite Aspekt die wichtigere Rolle, weil man so das kontinuierlich anfallende Gichtgas unabhängig vom Bahnstrombedarf vollständig nutzen konnte.

### 2002 / 2004 – Stilllegung der Blöcke 1 und 2
Am 1. April 2002 erfolgte die Stilllegung von Block 1. Die Stilllegung Block 2 erfolgte am 1. Januar 2004. Die Kesselhäuser der beiden Blöcke wurden 2008 vollständig zurückgebaut.

### 2011 – Mitverbrennung von Konvertergas
Seit April 2011 wird dem zur Stromerzeugung Block 4 genutzten Gichtgas Konvertergas beigemischt, das bei der Rohstahlerzeugung nach dem Linz-Donawitz-Verfahren (LD-Verfahren) im Werk von ArcelorMittal Bremen anfällt.

### 2013 – Stilllegung Block 3
Im März 2013 wurde Block 3 stillgelegt. Das Kesselhaus wurde inzwischen vollständig zurückgebaut.

### Netzanschluss
Der Netzanschluss von Block 4 und der Gasturbine 3 erfolgt auf der 110-kV-Hochspannungsebene in das Stromnetz des Verteilnetzbetreibers Wesernetz Bremen GmbH.

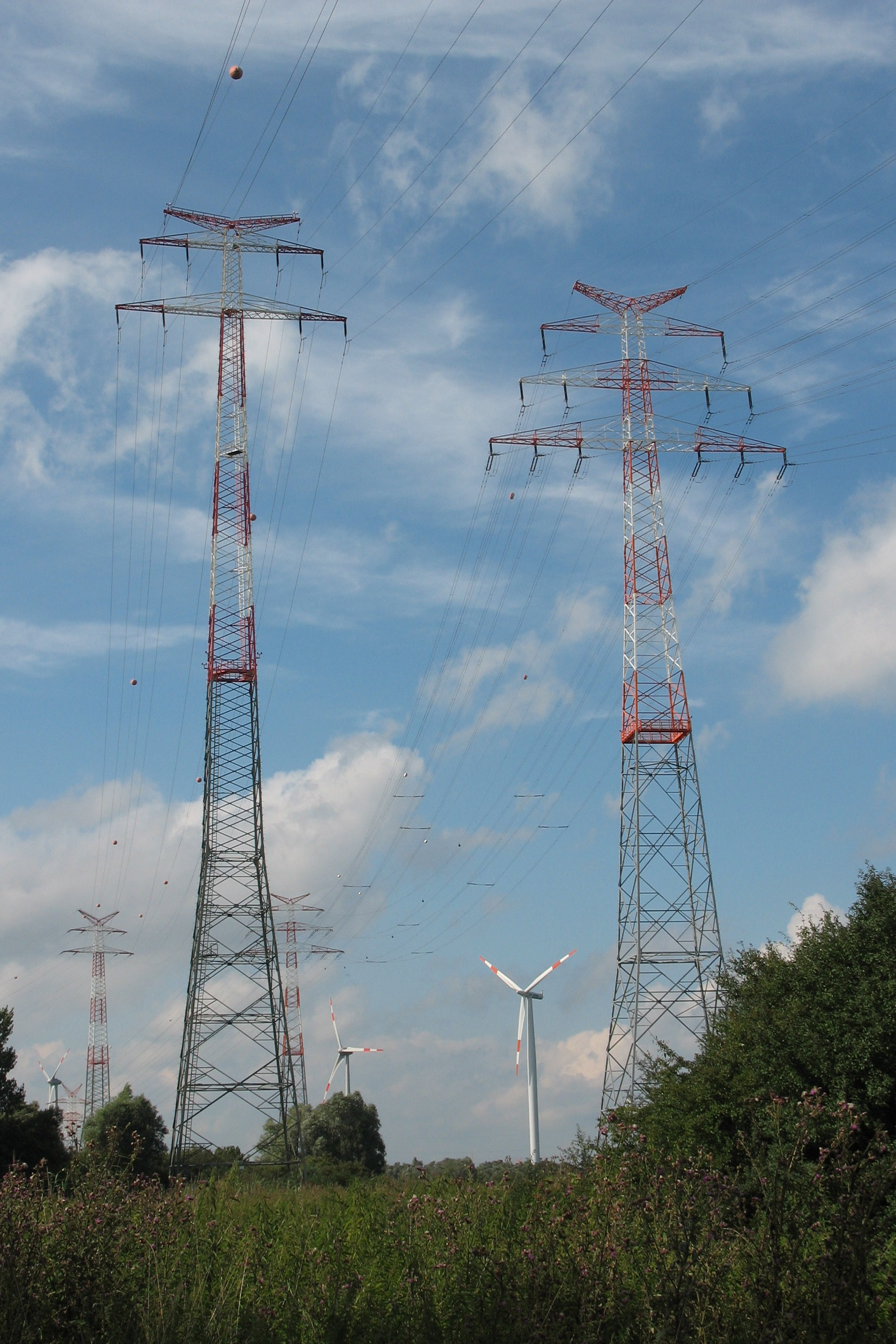
Freileitungskreuzung über die Weser, Höhe Bremen-Industriehafen. Links Bahnstrommasten, rechts Drehstrommasten.

In der Nähe des Kraftwerks befindet sich die Weser-Freileitungskreuzung Bremen-Industriehafen.